# Amnirana amnicola
Amnirana amnicola là một loài ếch trong họ Ranidae.
Nó được tìm thấy ở Cameroon, Guinea Xích Đạo, Gabon, và có thể cả Cộng hòa Congo.
Các môi trường sống tự nhiên của chúng là các khu rừng ẩm ướt đất thấp nhiệt đới hoặc cận nhiệt đới và sông.
Nó bị đe dọa do mất môi trường sống.

## Hình ảnh

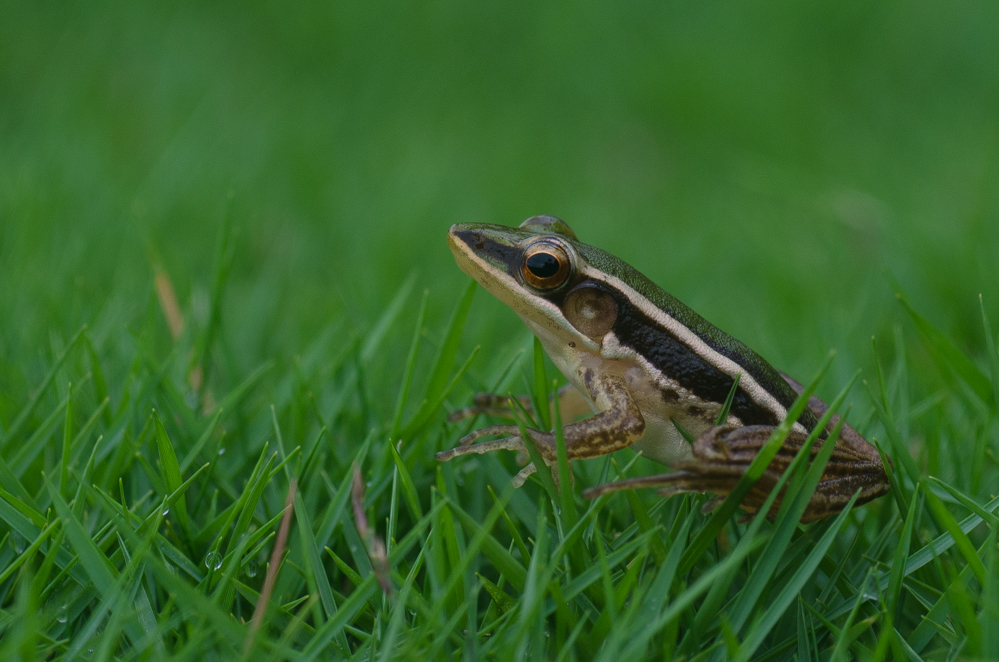